# 2012년 하계 올림픽 펜싱 남자 플뢰레 단체
런던의 2012년 하계 올림픽 펜싱 남자 플뢰레 단체전은 8월 5일에 엑셀 박람회관에서 진행되었다.
9개국을 대표하는 35명의 선수들이 이 토너먼트에 참가하였다.

## 토너먼트 형식
이 단체전은 9개국이 참가한다. 영국은 개최국 자격으로 모든 종목을 선택 여부에 따라 참전할 수 있는 자격이 주어졌다. 영국은 이 토너먼트에 참가하여 첫경기에서 8번 시드의 이집트를 상대하여 승리하며 8강전에서 나머지 7개의 참가팀들과 만났다. 8강전에서 패한 팀들도 두 경기를 더 치러 5위에서 8위까지의 순위를 결정한다. 반대로, 8강전에서 승리한 팀들은 준결승전에서 서로와 맞붙는다. 준결승전에서 승리한 두 팀은 금메달 결정전으로, 패한 팀들은 동메달 결정전으로 이동한다.
단체전은 먼저 45투셰를 기록하거나, 정규시간이 지나고 더 많은 투셰를 기록한 팀이 승리한다.

## 경기 일정
일정은 모두 서유럽 여름시간 (UTC+1) 을 기준으로 하고 있다.
| 일자                  | 시각  | 라운드        |
| --------------------- | ----- | ------------- |
| 2012년 8월 5일 일요일 | 09:00 | 16강전        |
| 2012년 8월 5일 일요일 | 10:30 | 8강전         |
| 2012년 8월 5일 일요일 | 12:00 | 준결승전      |
| 2012년 8월 5일 일요일 | 15:00 | 순위 결정전   |
| 2012년 8월 5일 일요일 | 18:00 | 동메달 결정전 |
| 2012년 8월 5일 일요일 | 19:15 | 결승전        |

## 경기 결과

### 본선 대진
|  | 16강전 | 16강전 | 16강전 |  |  | 8강전 | 8강전    | 8강전 |    |   | 준결승전 | 준결승전 | 준결승전 |               |               | 결승전        | 결승전 | 결승전 |
|  |        |        |        |  |  |       |          |       |    |   |          |          |          |               |               |               |        |        |
|  |        |        |        |  |  |       |          |       |    |   |          |          |          |               |               |               |        |        |
|  |        |        |        |  |  | 1     | 이탈리아 | 45    |    |   |          |          |          |               |               |               |        |        |
|  | 9      | 영국   | 45     |  |  | 9     | 영국     | 40    |    |   |          |          |          |               |               |               |        |        |
|  | 8      | 이집트 | 33     |  |  |       |          |       |    | 1 | 이탈리아 | 45       |          |               |               |               |        |        |
|  |        |        |        |  |  |       | 5        | 미국  | 24 |   |          |          |          |               |               |               |        |        |
|  |        |        |        |  |  | 5     | 미국     | 45    |    |   |          |          |          |               |               |               |        |        |
|  |        |        |        |  |  | 4     | 프랑스   | 39    |    |   |          |          |          |               |               |               |        |        |
|  |        |        |        |  |  |       |          |       |    |   | 1        | 이탈리아 | 45       |               |               |               |        |        |
|  |        |        |        |  |  |       | 7        | 일본  | 39 |   |          |          |          |               |               |               |        |        |
|  |        |        |        |  |  | 3     | 독일     | 44    |    |   |          |          |          |               |               |               |        |        |
|  |        |        |        |  |  | 6     | 러시아   | 40    |    |   |          |          |          |               |               |               |        |        |
|  |        |        |        |  |  |       |          |       |    | 3 | 독일     | 40       |          | 동메달 결정전 | 동메달 결정전 | 동메달 결정전 |        |        |
|  |        |        |        |  |  |       | 7        | 일본  | 41 |   |          |          |          |               |               |               |        |        |
|  |        |        |        |  |  | 7     | 일본     | 45    |    |   |          |          |          |               | 5             | 미국          | 27     |        |
|  |        |        |        |  |  | 2     | 중국     | 30    |    | 3 | 독일     | 45       |          |               |               |               |        |        |
|  |        |        |        |  |  |       |          |       |    |   |          |          |          |               |               |               |        |        |

### 순위 결정전
|  | 5-8위 결정전 |              |              |  |   |              |              |              |
|  | 9            | 영국         | 45           |  |   |              |              |              |
|  | 4            | 프랑스       | 29           |  |   | 5–6위 결정전 | 5–6위 결정전 | 5–6위 결정전 |
|  |              |              |              |  |   | 9            | 영국         | 35           |
|  | 5-8위 결정전 | 5-8위 결정전 | 5-8위 결정전 |  | 6 | 러시아       | 45           |              |
|  | 6            | 러시아       | 45           |  |   |              |              |              |
|  | 2            | 중국         | 40           |  |   | 7–8위 결정전 | 7–8위 결정전 | 7–8위 결정전 |
|  |              |              |              |  |   | 4            | 프랑스       | 33           |
|  |              |              |              |  |   | 2            | 중국         | 45           |

## 경기 정보

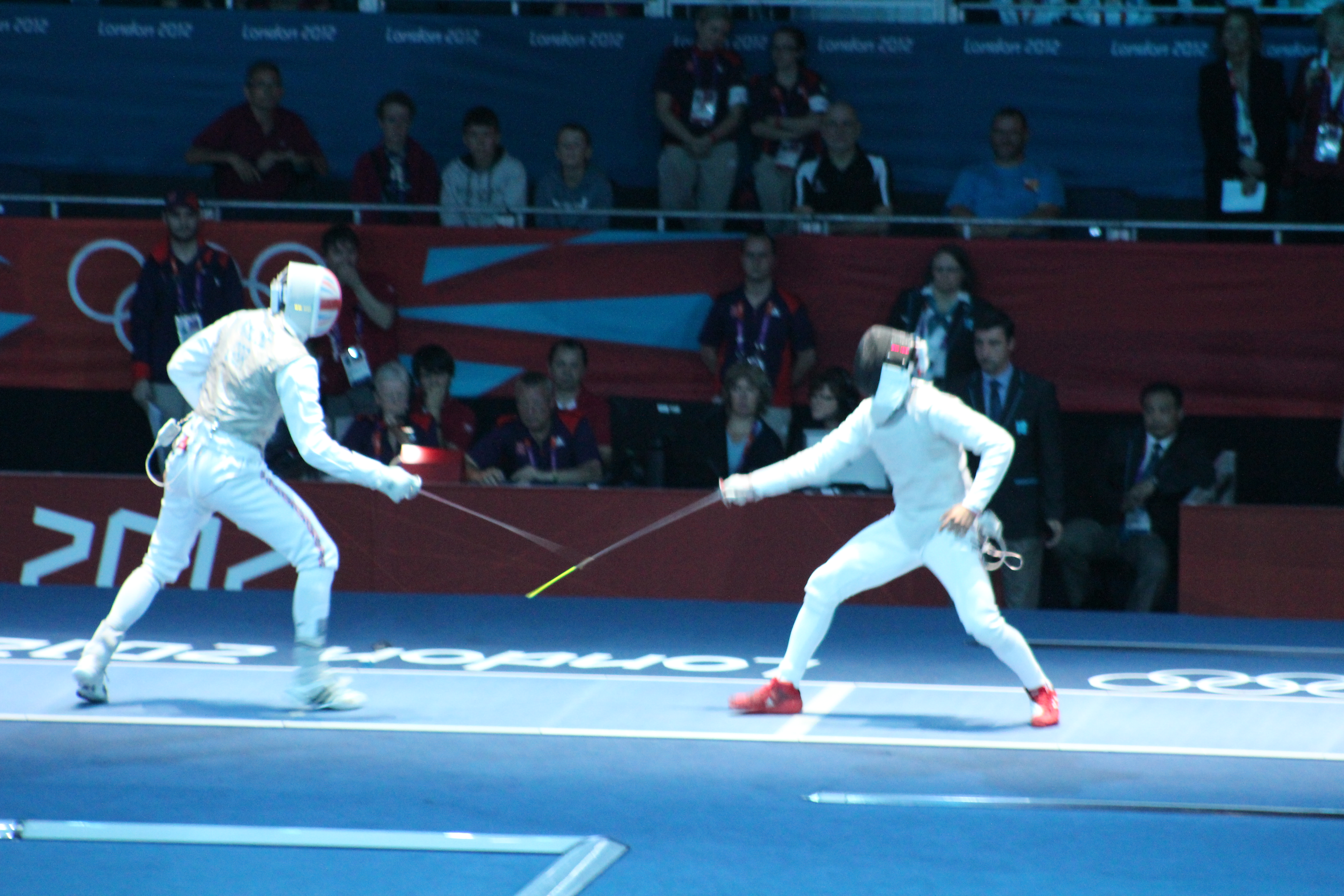
관중석에서 촬영된 블루 피스트에서의 경기

### 16강전
| 영국                  | 45 – 33 | 이집트              |
| 리차드 크루제         | 5 – 2   | 타렉 아야드         |
| 후사인 로소우스키     | 5 – 2   | 알라엘딘 아부엘카셈 |
| 제임스앤드루 데이비스 | 5 – 4   | 셰리프 파라그       |
| 후사인 로소우스키     | 5 – 6   | 타렉 아야드         |
| 리차드 크루제         | 5 – 3   | 셰리프 파라그       |
| 제임스앤드루 데이비스 | 5 – 2   | 알라엘딘 아부엘카셈 |
| 후사인 로소우스키     | 5 – 2   | 셰리프 파라그       |
| 제임스앤드루 데이비스 | 5 – 6   | 타렉 아야드         |
| 리차드 크루제         | 5 – 6   | 알라엘딘 아부엘카셈 |

### 8강전
| 이탈리아              | 45 – 40 | 영국                  |
| 안드레아 발디니       | 3 – 1   | 제임스앤드루 데이비스 |
| 발레리오 아스프로몬테 | 7 – 8   | 리차드 크루제         |
| 안드레아 카사라       | 5 – 2   | 후사인 로소우스키     |
| 발레리오 아스프로몬테 | 4 – 9   | 제임스앤드루 데이비스 |
| 안드레아 발디니       | 5 – 2   | 후사인 로소우스키     |
| 안드레아 카사라       | 6 – 4   | 리차드 크루제         |
| 발레리오 아스프로몬테 | 5 – 6   | 로렌스 할스테드       |
| 안드레아 카사라       | 5 – 6   | 제임스앤드루 데이비스 |
| 안드레아 발디니       | 5 – 2   | 리차드 크루제         |

| 미국                | 45 – 39 | 프랑스         |
| 알렉산더 마시알라스 | 5 – 3   | 앙조 르포르    |
| 마일스 챔리-왓슨    | 3 – 7   | 에르완 르 페슈 |
| 레이스 임보덴       | 4 – 5   | 빅토르 생테    |
| 게렉 마인하트       | 1 – 5   | 앙조 르포르    |
| 알렉산더 마시알라스 | 7 – 5   | 빅토르 생테    |
| 레이스 임보덴       | 4 – 5   | 에르완 르 페슈 |
| 게렉 마인하트       | 11 – 1  | 빅토르 생테    |
| 레이스 임보덴       | 5 – 1   | 앙조 르포르    |
| 알렉산더 마시알라스 | 5 – 7   | 에르완 르 페슈 |

| 독일                | 44 – 40 | 러시아                |
| 베냐민 클라이브링크 | 4 – 5   | 알렉세이 체레미시노프 |
| 페터 요피히         | 3 – 5   | 아르투르 아흐맛후진   |
| 제바스티안 바흐만   | 0 – 3   | 레날 가네예프         |
| 베냐민 클라이브링크 | 3 – 6   | 아르투르 아흐맛후진   |
| 제바스티안 바흐만   | 4 – 2   | 알렉세이 체레미시노프 |
| 페터 요피히         | 7 – 9   | 레날 가네예프         |
| 제바스티안 바흐만   | 1 – 0   | 아르투르 아흐맛후진   |
| 베냐민 클라이브링크 | 11 – 6  | 레날 가네예프         |
| 페터 요피히         | 11 – 4  | 알렉세이 체레미시노프 |

| 일본      | 45 – 30 | 중국     |
| 지다 겐타 | 5 – 4   | 레이성   |
| 오타 유키 | 5 – 4   | 마젠페이 |
| 미야케 료 | 0 – 2   | 주쥔     |
| 지다 겐타 | 10 – 3  | 마젠페이 |
| 미야케 료 | 5 – 2   | 레이성   |
| 오타 유키 | 5 – 9   | 주쥔     |
| 미야케 료 | 5 – 6   | 마젠페이 |
| 지다 겐타 | 5 – 2   | 주쥔     |
| 오타 유키 | 5 – 5   | 레이성   |

### 5-8위 결정전
| 영국                  | 45 – 29 | 프랑스          |
| 제임스앤드루 데이비스 | 4 – 5   | 에르완 르 페슈  |
| 리차드 크루제         | 6 – 1   | 마르셀 마르실루 |
| 로렌스 할스테드       | 5 – 2   | 앙조 르포르     |
| 제임스앤드루 데이비스 | 5 – 3   | 마르셀 마르실루 |
| 로렌스 할스테드       | 5 – 6   | 에르완 르 페슈  |
| 리차드 크루제         | 5 – 5   | 앙조 르포르     |
| 로렌스 할스테드       | 5 – 0   | 마르셀 마르실루 |
| 제임스앤드루 데이비스 | 5 – 3   | 앙조 르포르     |
| 리차드 크루제         | 5 – 4   | 에르완 르 페슈  |

| 러시아                | 45 – 40 | 중국     |
| 알렉세이 체레미시노프 | 5 – 3   | 마젠페이 |
| 아르투르 아흐맛후진   | 5 – 4   | 레이성   |
| 알렉세이 코반스키     | 5 – 2   | 장량량   |
| 아르투르 아흐맛후진   | 5 – 7   | 마젠페이 |
| 알렉세이 체레미시노프 | 3 – 8   | 장량량   |
| 알렉세이 코반스키     | 7 – 5   | 레이성   |
| 아르투르 아흐맛후진   | 5 – 2   | 장량량   |
| 알렉세이 코반스키     | 5 – 4   | 마젠페이 |
| 알렉세이 체레미시노프 | 5 – 5   | 레이성   |

### 준결승전
| 이탈리아        | 45 – 24 | 미국                |
| 안드레아 카사라 | 5 – 3   | 알렉산더 마시알라스 |
| 안드레아 발디니 | 5 – 4   | 게렉 마인하트       |
| 조르조 아볼라   | 5 – 2   | 레이스 임보덴       |
| 안드레아 카사라 | 5 – 7   | 게렉 마인하트       |
| 조르조 아볼라   | 3 – 8   | 알렉산더 마시알라스 |
| 안드레아 발디니 | 7 – 5   | 레이스 임보덴       |
| 조르조 아볼라   | 5 – 2   | 게렉 마인하트       |
| 안드레아 카사라 | 5 – 4   | 레이스 임보덴       |
| 안드레아 발디니 | 5 – 5   | 알렉산더 마시알라스 |

| 독일                | 40 – 41 | 일본      |
| 페터 요피히         | 4 – 4   | 지다 겐타 |
| 제바스티안 바흐만   | 2 – 0   | 오타 유키 |
| 베냐민 클라이브링크 | 2 – 4   | 미야케 료 |
| 제바스티안 바흐만   | 4 – 7   | 지다 겐타 |
| 페터 요피히         | 2 – 3   | 미야케 료 |
| 베냐민 클라이브링크 | 9 – 10  | 오타 유키 |
| 제바스티안 바흐만   | 2 – 3   | 미야케 료 |
| 베냐민 클라이브링크 | 5 – 2   | 지다 겐타 |
| 페터 요피히         | 10 – 8  | 오타 유키 |

### 7-8위 결정전
| 프랑스          | 33 – 45 | 중국     |
| 에르완 르 페슈  | 4 – 5   | 마젠페이 |
| 마르셀 마르실루 | 4 – 5   | 레이성   |
| 앙조 르포르     | 2 – 5   | 장량량   |
| 마르셀 마르실루 | 2 – 5   | 마젠페이 |
| 에르완 르 페슈  | 4 – 5   | 장량량   |
| 앙조 르포르     | 3 – 5   | 레이성   |
| 마르셀 마르실루 | 6 – 2   | 장량량   |
| 앙조 르포르     | 6 – 8   | 마젠페이 |
| 에르완 르 페슈  | 2 – 5   | 레이성   |

### 5-6위 결정전
| 영국                  | 35 – 45 | 러시아                |
| 리차드 크루제         | 4 – 5   | 알렉세이 코반스키     |
| 로렌스 할스테드       | 4 – 5   | 알렉세이 체레미시노프 |
| 제임스앤드루 데이비스 | 2 – 5   | 아르투르 아흐맛후진   |
| 로렌스 할스테드       | 2 – 5   | 알렉세이 코반스키     |
| 리차드 크루제         | 4 – 5   | 아르투르 아흐맛후진   |
| 제임스앤드루 데이비스 | 3 – 5   | 알렉세이 체레미시노프 |
| 로렌스 할스테드       | 6 – 2   | 아르투르 아흐맛후진   |
| 제임스앤드루 데이비스 | 6 – 8   | 알렉세이 코반스키     |
| 리차드 크루제         | 2 – 5   | 알렉세이 체레미시노프 |

### 동메달 결정전
| 미국                | 27 – 45 | 독일                |
| 레이스 임보덴       | 2 – 5   | 페터 요피히         |
| 알렉산더 마시알라스 | 2 – 4   | 제바스티안 바흐만   |
| 게렉 마인하트       | 0 – 6   | 베냐민 클라이브링크 |
| 레이스 임보덴       | 1 – 5   | 제바스티안 바흐만   |
| 게렉 마인하트       | 6 – 5   | 페터 요피히         |
| 알렉산더 마시알라스 | 7 – 5   | 베냐민 클라이브링크 |
| 게렉 마인하트       | 3 – 5   | 안드레 베셀스       |
| 레이스 임보덴       | 3 – 5   | 베냐민 클라이브링크 |
| 알렉산더 마시알라스 | 3 – 5   | 페터 요피히         |

### 금메달 결정전
| 이탈리아        | 45 – 39 | 일본          |
| 안드레아 발디니 | 3 – 5   | 미야케 료     |
| 조르조 아볼라   | 4 – 4   | 오타 유키     |
| 안드레아 카사라 | 8 – 4   | 지다 겐타     |
| 조르조 아볼라   | 4 – 4   | 미야케 료     |
| 안드레아 발디니 | 6 – 5   | 지다 겐타     |
| 안드레아 카사라 | 5 – 7   | 오타 유키     |
| 조르조 아볼라   | 5 – 4   | 지다 겐타     |
| 안드레아 카사라 | 5 – 4   | 아와지 스그루 |
| 안드레아 발디니 | 5 – 2   | 오타 유키     |

## 최종 순위
| 순위 | 팀       | 선수                                                                      |
| ---- | -------- | ------------------------------------------------------------------------- |
| 1    | 이탈리아 | 발레리오 아스프로몬테 안드레아 발디니 안드레아 카사라 조르조 아볼라       |
| 2    | 일본     | 지다 겐타 미야케 료 오타 유키 아와지 스그루                               |
| 3    | 독일     | 제바스티안 바흐만 페터 요피히 베냐민 클라이브링크 안드레 베셀스           |
| 4    | 미국     | 마일스 챔리-왓슨 레이스 임보덴 알렉산더 마시알라스 게렉 마인하트          |
| 5    | 러시아   | 아르투르 아흐맛후진 알렉세이 체레미시노프 레날 가네예프 알렉세이 코반스키 |
| 6    | 영국     | 제임스앤드루 데이비스 리차드 크루제 후사인 로소우스키 로렌스 할스테드     |
| 7    | 중국     | 레이성 마젠페이 주쥔 장량량                                               |
| 8    | 프랑스   | 에르완 르 페슈 앙조 르포르 빅토르 생테 마르셀 마르실루                    |
| 9    | 이집트   | 알라엘딘 아부엘카셈 타렉 아야드 셰리프 파라그 아나스 모스타파             |